# Tatort: Bienzle und der Mord im Park
Bienzle und der Mord im Park ist eine Folge der Krimireihe Tatort. Die Erstausstrahlung des vom Süddeutschen Rundfunk produzierten Beitrags fand am 7. Mai 1995 im Ersten Deutschen Fernsehen statt. Es handelt sich um die 309. Episode der Filmreihe sowie die vierte mit dem Stuttgarter Kommissar Ernst Bienzle. Dieser ermittelt in einer Mordreihe an Obdachlosen in einem Stuttgarter Park.

## Handlung
In einem Stuttgarter Park wird ein ermordeter Obdachloser gefunden, es handelt sich um das dritte Opfer einer Mordserie. Die beiden vorherigen Opfer seien zudem noch verbrannt worden. Der Polizeipräsident richtet eine Sonderkommission unter der Leitung Ernst Bienzles ein. Ihm zur Seite wird die Computerexpertin Hanna Mader gestellt. Während diese versucht, die Ermittlungen zu organisieren, befragt Bienzle die Obdachlosen im Park, darunter auch eine Frau namens Anna. Kurz nach dem Gespräch wird diese von einem Mann mit einer Eisenstange angegriffen. Der Täter Andreas Kerbel kann von den Beamten im Park gestellt werden. 
In Kerbels Wohnung, die am Park liegt, befinden sich eine Computerausrüstung und ein Fernglas, das auf Annas Bank, auf der sie angegriffen worden ist, ausgerichtet ist. Mader schafft es, das Programm zu knacken und findet auf dem Rechner eine Art Computerspiel, in dem der Park kartografiert ist und alle Obdachlosen und überwachenden Polizisten genau registriert sind. Trotz der erdrückenden Beweislast leugnet Kerbel, der Täter zu sein.
In der Zwischenzeit offenbart sich das Alkoholproblem von Bienzles Kollegen Arthur Horlacher, der zudem immer wieder durch abfällige Bemerkungen über die Obdachlosen im Park auffällig geworden ist. Seine Frau Doris wendet sich an Bienzle und dessen Lebensgefährtin Hannelore. Bienzle setzt seine Ermittlungen fort und spricht mit der jungen Obdachlosen Charlotte Fink. Diese stammt aus gutem Hause. Ihr Bruder, der mehrfach mit seinen rechtsradikalen Freunden auftaucht, hat bereits mehrfach versucht, sie zu überreden, nach Hause zurückzukehren. Kurz darauf erscheint Charlotte bei Bienzle zu Hause, wo jedoch lediglich Hannelore anwesend ist. Ihr gegenüber macht Charlotte Andeutungen, dass auch ein Polizist der Mörder sein könne.
Zuvor hat Bienzle den betrunkenen Horlacher in einer Kneipe aufgegriffen und mit einem Streifenwagen nach Hause geschickt. Kurz darauf trifft Bienzle Horlacher aber wieder im Park. Am nächsten Tag stellt Bienzle Horlacher zur Rede. In der Kneipe vom Vortag gibt einer der Obdachlosen zu verstehen, dass er von Horlacher angegriffen worden sei. Horlacher verlässt daraufhin wütend die Kneipe. Mader zeigt Bienzle, dass die Computerausrüstung in Kerbels Wohnung von einem Einbrecher zerstört worden ist. Bienzle geht zu Horlachers nach Hause, wo er die völlig aufgelöste Doris trifft. Erneut spricht er Horlacher an und konfrontiert ihn mit dem Mordverdacht. Horlacher streitet alles ab, gibt aber keine weitere Auskunft zu seinem Verhalten. Kurz darauf stellt sich heraus, dass Kerbel für alle Tatzeitpunkte ein Alibi hat.
Horlacher gesteht, dass er ein Verhältnis mit Charlotte Fink hat. Diese hat von ihm alles über die Observierungen im Park erfahren und an ihren Bruder und dessen Freunde weitergeleitet. Horlacher sucht die verängstigt wirkende Charlotte im Park auf, während ihr Bruder und seine Freunde einen Anschlag planen. Mit einem Brandsatz greifen sie Horlacher an. Bienzle und einige Obdachlose kommen dem brennenden Horlacher zu Hilfe. Bienzle nimmt die Verfolgung der flüchtenden Angreifer auf und kann sie schließlich überwältigen. Horlacher kommt schwer verletzt ins Krankenhaus. Die Fingerabdrücke der Gruppe können in Kerbels Wohnung gefunden werden, der schließlich gesteht, die Morde geplant zu haben, während die Jugendlichen sie ausgeführt haben.

## Hintergrund
Der Film basiert auf Hubys 1992 erschienenem Roman Gute Nacht, Bienzle. Es handelt sich daher um den dritten Bienzle-Tatort, der einer Romanvorlage folgt. Eine Neuauflage des Romans erschien 2008 bei Fischer unter dem Titel Bienzle und der Tote im Park als Teil eines Doppelbandes.

## Rezeption

### Einschaltquote
Die Erstausstrahlung erreichte 6,77 Millionen Zuschauer, was einem Marktanteil von 23 Prozent entsprach.

### Kritik
„Gute Charaktere, aber etwas trantütig.“